# Красногірський Чорнухинський монастир
Свя́то-Тро́їцький Красногі́рський Чорну́хинський монастир — чоловічий монастир Київської митрополії, що існував поблизу села Сухоносівка (тепер Чорнухинський район, Полтавська область) у період з 1710 по 1786.

## Заснування
У XVIII ст. на території Чорнухинської сотні Лубенського полку діяв чоловічий монастир, що мав назву Свято-Троїцької Красногірської Чорнухинської пустині. Перша згадка про початки монастиря датується 1705-м роком, коли чорнухинські мешканці Степан Вірченко, Герасим Куличенко, Кіндрант Ващенко і Юско Шиленко повідомляли про те, що в лісі над річкою Удай проживає ієромонах Григорій, який викупив у них лісові ділянки. У більшості документів його іменують як Григорій Ілліч (прізвище — Гаджія).
Головним фундатором монастиря виступила Марія Василівна Гамалія — дружина колишнього лубенського полковника Григорія Гамалії, яка заповіла частину своїх маєтностей Михайлівському Золотоверхому монастирю. Спочатку вона хотіла віддати частину своїх володінь Мгарському монастирю, але на прохання тодішнього гетьмана Івана Скоропадського, київського митрополита Йоасафа Кроковського та ігумена Михайлівської обителі Іоаникія Сенютовича Марія Гамалія змінила свій заповіт. За новим розпорядженням Гамаліїхи більш ніж половина її володінь мала відійти Свято-Михайлівському монастирю. Серед інших фундаторів обителі слід відзначити гетьмана Івана Скоропадського, який надав кошти на купівлю земельних угідь поблизу пустині. У 1712 році за кошти гетьмана було придбано лісові ділянки в 37 мешканців Чорнухинської сотні. Після смерті Марії Гамалії пустині за заповітом дісталися село Піски (Піски-Удайські), млин на греблі поблизу села Горобії, луг поблизу млина, земельні угіддя поміж Горобіями і Біївцями, села Хрулі (в тому числі 2 млини), Ведькалівка, Бодаква. Окрім того, на території Чорнухинської сотні пустині належало кілька хуторів, один з яких отримав назву Красногірка й існував до 1940 року, коли його мешканців розселили до сіл Пісок-Удайських та Сухоносівки.
Земельні і лісові угіддя, млини, пожертви ктиторів і звичайно ж залежне населення були не єдиними джерелами прибутку пустині. У Чорнухах красногірські монахи мали свій шинок, що було досить поширеною практикою серед монастирів у XVIII ст. Також щороку на свято Різдва Іоана Предтечі (6 липня) поблизу пустині проводився торг.
Дата будівництва першої церкви не відома, але більш за все її було збудовано за часів намісництва Григорія Гаджії. Церква отримала посвяту Святій Трійці. Після цього пустинь стала називатися Свято-Троїцька Красногірська Чорнухинська пустинь. Друга церква пустині отримала посвяту Різдва Іоана Предтечі. Обидві церкви були дерев'яними. Після закриття монастиря престоли церков було перенесено до храмів в сусідніх селах. Імовірно, що престол з Свято-Троїцької церкви було перенесено до села Постав-Мука, оскільки саме на Трійцю припадає одне з престольних свят (храмів) у цьому населеному пункті. У згаданому селі одне з престольних свят припадає на Покрову, оскільки у XVIII — першій третині XX ст. у Постав-Муках діяла Покровська церква.
У церкві Святої Трійці знаходився великий іконостас, де розміщувалися ікони з зображеннями Спасителя та архангела Михаїла з мечем у руці. По боках іконостасу нібито були статуї ангелів.

## Намісники
Намісниками Красногірської пустині в різні роки були: Григорій Ілліч Гаджія, ієромонахи Михайло (1716 р.), Дезидерій (1720 р.), Філарет Чернецький (згадується намісником в 1741–1744 рр.), Онисофор Мітянський (згадується в 1782 р.).

## Монахи
Красногірська пустинь підпорядковувалася Свято-Михайлівському монастирю. Саме з останнього надсилалися намісники та монахи на послушання до пустині. З історією існування Красногірської пустині пов'язано долі багатьох людей. Так, відомо імена і біографії близько 30 монахів, що проживали в різні роки в стінах обителі. Серед них багато уродженців Полтавщини, Слобожанщини, Чернігівщини(лише з самого Ніжина відомо кількох монахів), Сумщини, Галичини, міста Києва. Монастир у різні роки відвідували представники козацької старшини. Так, наприклад генеральний підскарбій, син лубенського полковника Яків Маркович. Він неодноразово відвідував пустинь, спілкувався з намісниками. Коли померла перша дружини Марковича — донька колишнього гетьмана Павла Полуботка, то генеральний підскарбій замовляв у монастирі 40-денну заупокійну службу.

## Закриття
Пустинь було закрито в 1786 році внаслідок секуляризаційної реформи Катерини II, коли було ліквідовано більшість малих та середніх монастирів. Російська імперія хотіла поставити під повний контроль духовне життя, а монахи були не завжди лояльно налаштовані до влади і, крім того, монастирі володіли великими земельними угіддями, на які зазіхала держава та різні можновладці. Саме тому було проведено секуляризаційну реформу, внаслідок якої в більшості монастирів було відібрано маєтності.
Доля останніх монахів невідома. Можливо дехто з них отримав місця в штаті Михайлівського монастиря чи пішов на службу до якихось церков, хтось був змушений змінити духовний сан на світську професію. Церковні книги з монастиря було перевезено до Свято-Михайлівського монастиря, престоли, як вже зазначалося, до сусідніх сіл, іконостас — можливо, до церкви в селі Біївці, хоча відомий у наш час випадок знахідки ікони на території, де колись знаходилась пустинь.